# 涧阳县
涧阳县，中国古县名。
南朝宋时，以简阳县改名为涧阳县，治所在今广西壮族自治区横县西南郁江南岸，涧阳县隶属于广州宁浦郡。南朝齐复名为简阳县。